# Церква Святої Параскеви (Нове Брусно)
Греко-католицька церква Святої Параскеви в с. Нове Брусно збудована в 1713 році. До 1947 року служила за призначенням. Після депортації українців із села до УРСР, а також на північно-західні терени Польщі використовувалася як склад. До 2014 року фактично стояла в руїні. У 2014 році розпочалась велика реконструкція церкви Святої Парскеви, її фактично було розібрано на частини та зібрано знову. Але з трохи іншими, більш спольщеними рисами в архітектурі куполів.
Цікаво, що під час реконструкції було відновлено дерев'яні галереї навколо церкви, що у 70 роках 20 століття були відсутні. У кінці 2016 році в мережі з'явилася інформація про те, що біля церкви в Новому Брусні буде міні скансен (Музей народної архітектури та побуту), туди перенесуть дерев'яну дзвіницю та хату.

## Історія храму
Греко-католицьку церкву Святої Параскеви в с. Нове Брусно (раніше Воля Бруснянська) збудовано у 1713 році на кошти белзького старости Маврикія Курдановського Степаном Сіматівським.  Це дерев'яна святиня, збудована зі зрубу (без використання цвяхів), тридільна.  До нави зі заходу прилягав невеликий прямокутний бабинець, у якому спочатку була каплиця Святого Миколая зі  зовнішньою дерев'яною галереєю. Зі сходу знаходиться вівтарна частина. Близько 1850 прибудовано святилище. У 1873 добудовано захристіє. 
В 1903 значно змінено будову: зі заходу добудовано новий більший бабинець, який увінчано восьмигранним куполом, що домінує у вигляді церкви. Інші два куполи покрито бляхою та увінчано новими хрестами. Над вівтарною частиною частково під куполом залишено піддашшя. 
В 1947 році церква перейшла у власність польського державного казначейства (стала державною власністю), не використовувалась та спустошувалась. У 1962 знищено іконостас, його частини зараз знаходяться у музеях Перемишля та Ланцута. У 1980 церкві загрожувало повне знищення. У 1990 році стіни підперто дерев'яними підпорами для зміцнення та захисту від худоби. В 1994 році розпочато ремонт, який перервано через брак проекту. В 2014 році храм перейшов у підпорядкування Любачівського Музею Кресів. У 2014-2016 роках відбулась реконструкція святині.

## Фотогалерея

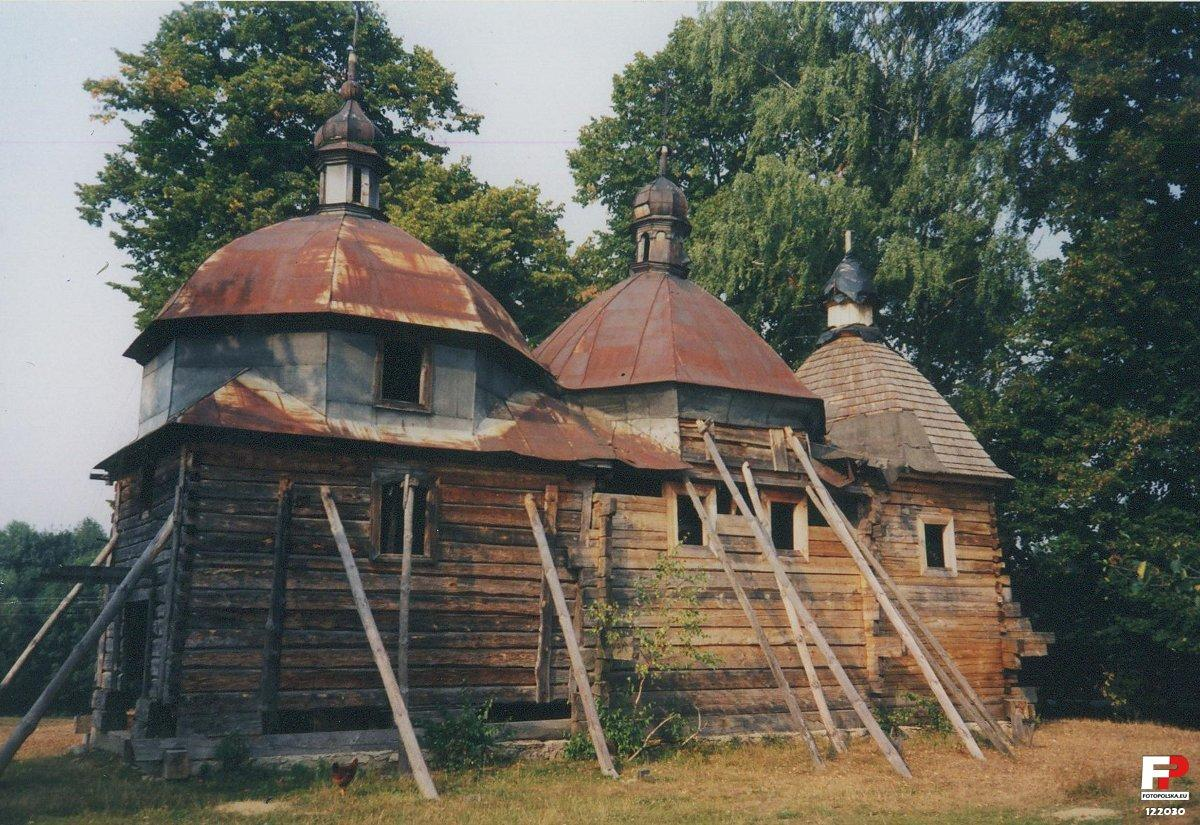
Фото церкви до реконструкції 2014 року
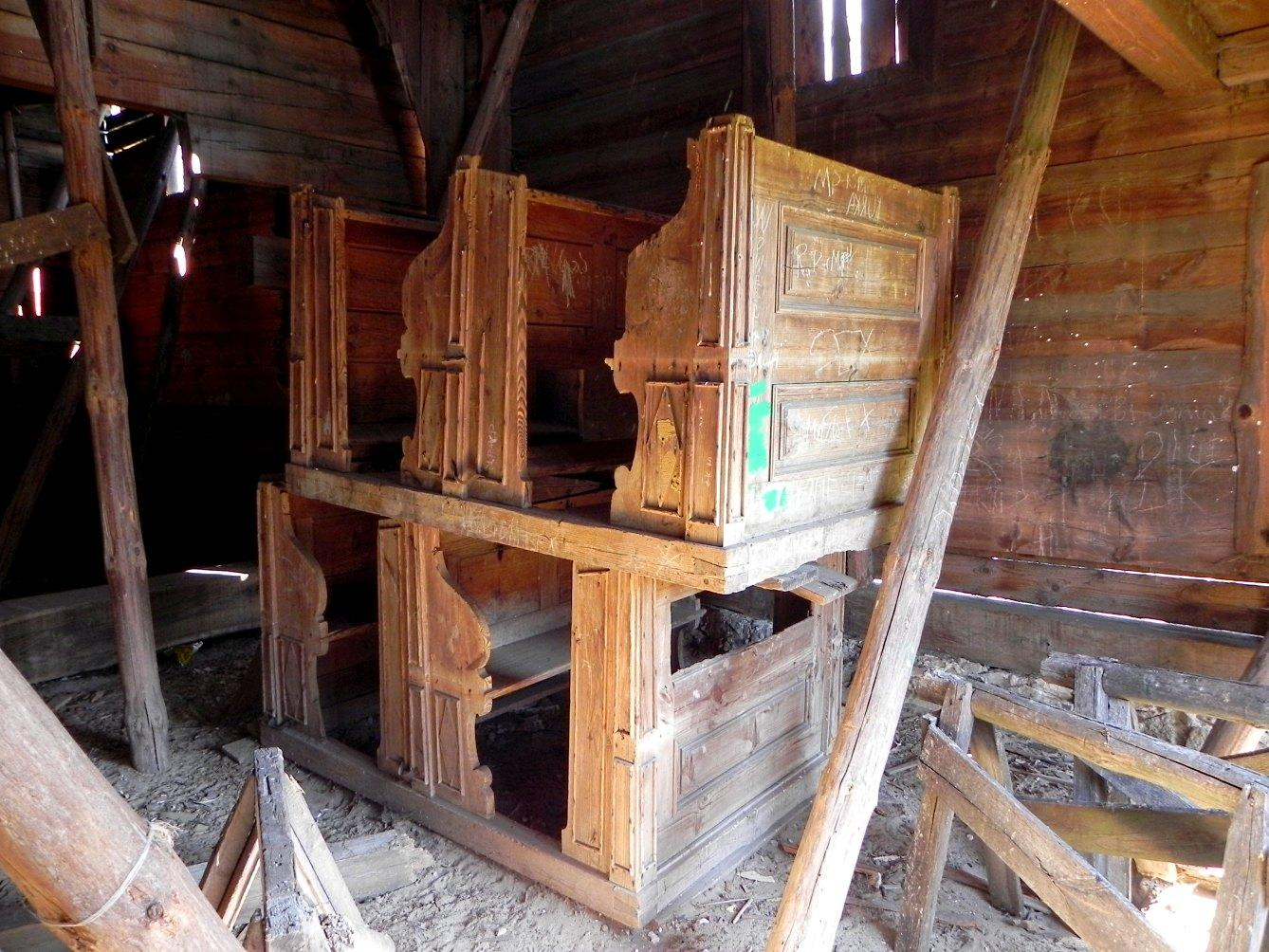
Інтер'єр храму (2011 р.)